# Romano Bagatti
Romano Bagatti (Perignano, 12 settembre 1939) è un ex calciatore italiano, di ruolo attaccante.

## Carriera

Bagatti (accosciato, secondo da sinistra) nella SPAL del 1960-1961

Romano Bagatti, giocatore di calcio degli anni sessanta, era un'ala destra veloce e scattante che non disdegnava l'appuntamento con il goal. Crebbe calcisticamente nel Pontedera per passare poi alla  SPAL di Paolo Mazza e con i biancazzurri emiliani esordì appena diciannovenne in Serie A, il 4 ottobre 1959, nella gara disputata a Torino contro la Juventus, che sconfisse la SPAL per 3-1.
Dagli esordi nella SPAL, dove rimase altre 3 stagioni, passò poi nel 1962 al Lecco, in Serie B, come parziale contropartita di Bruschini, e successivamente al Messina, compagine neo-promossa in Serie A, per poi trasferirsi al Varese.
Approdò successivamente in una grande piazza come era quella della Lazio dove ebbe l'ingrato compito di sostituire in campo e nel cuore dei tifosi romani Mario Maraschi, appena ceduto al Bologna.

## Palmarès
- Campionato italiano di Serie B: 1

Lazio: 1968-1969